# Tutto (album)
Tutto è il ventesimo album in studio di inediti di Eugenio Finardi, realizzato insieme al chitarrista e produttore Giovanni «Giuvazza» Maggiore. Pubblicato in formato digitale il 9 maggio 2025 e in CD e vinile il 16 maggio 2025, il disco comprende undici brani originali che affrontano temi sociali, esistenziali e scientifici, a cinquant’anni dal primo album di Finardi.

## Composizione e produzione
L’album è stato concepito in otto mesi di lavoro quotidiano tra Finardi e Giuvazza, che ne firma anche la produzione artistica.  
Le registrazioni hanno visto la partecipazione della figlia di Finardi, Francesca (in arte Pixel), nel brano ‘‘Francesca Sogna’’, del bassista Paolo Costa e della batterista Fiamma Cardani.

## Tracce
| Nº | Titolo                        | Autori            | Durata |
| -- | ----------------------------- | ----------------- | ------ |
| 1  | Futuro                        | Finardi, Maggiore | 3:07   |
| 2  | Bernoulli                     | Finardi, Maggiore | 3:01   |
| 3  | Tanto tempo fa                | Finardi, Maggiore | 3:31   |
| 4  | La battaglia                  | Finardi, Maggiore | 4:00   |
| 5  | Francesca Sogna (feat. Pixel) | Finardi, Maggiore | 3:05   |
| 6  | La mano di uno che sa         | Finardi, Maggiore | 4:19   |
| 7  | Onde di probabilità           | Finardi, Maggiore | 2:36   |
| 8  | I venti della luna            | Finardi, Maggiore | 3:52   |
| 9  | Massiccio attacco di panico   | Finardi, Maggiore | 2:01   |
| 10 | Pentitevi                     | Finardi, Maggiore | 4:21   |
| 11 | La facoltà dello stupore      | Finardi, Maggiore | 4:48   |

- Dati e durate da ProStudioMasters.[senza fonte]

## Musicisti
- Eugenio Finardi – voce, chitarra, tastiere
- Giovanni «Giuvazza» Maggiore – chitarre, programmazione, produzione
- Pixel – voce aggiuntiva in «Francesca Sogna»
- Paolo Costa – basso (tracce 1, 3, 5, 8, 9)
- Fiamma Cardani – batteria (traccia 11)
- Altri musicisti e tecnici: Alberto Cutolo (mastering), Marco Zangirolami (missaggio).

## Pubblicazione e formato
L'album è stato distribuito in digitale da ADA Music Italy il 9 maggio 2025 e, una settimana più tardi, in edizione CD Digipak e in due versioni vinile (standard e autografato) tramite Warner Music Italy.

## Accoglienza
Alla pubblicazione la stampa ha definito l’album «un testamento musicale e spirituale» e «una fusione di cantautorato classico e sperimentazione contemporanea».